# Liste der Baudenkmale in Grapzow
In der Liste der Baudenkmale in Grapzow sind alle denkmalgeschützten Bauten der Gemeinde Grapzow (Mecklenburg-Vorpommern) und ihrer Ortsteile aufgelistet. Grundlage ist die Veröffentlichung der Denkmalliste des Landkreises Mecklenburgische Seenplatte (Auszug) vom 20. Januar 2017.

## Baudenkmale nach Ortsteilen

### Grapzow
| ID  | Lage                    | Bezeichnung                                 | Beschreibung | Bild                                        |
| --- | ----------------------- | ------------------------------------------- | ------------ | ------------------------------------------- |
| 432 | Lange Straße 17 (Karte) | Kirche mit                                  |              | Weitere Bilder                              |
| 432 |                         | Glocken (im freistehenden Glockenstuhl) und |              | Glocken (im freistehenden Glockenstuhl) und |
| 432 |                         | Friedhofsmauer                              |              |                                             |
| 433 | Kurze Straße 3          | Wohnhaus mit                                |              |                                             |
| 433 |                         | Feldsteinmauer                              |              |                                             |
| 433 |                         | Handschwengelpumpe                          |              |                                             |
| 435 | Lange Straße 14, 15     | Wohnhaus mit                                |              |                                             |
| 435 |                         | Stallscheune                                |              |                                             |
| 436 | Lange Straße 48, 56     | Speicher                                    |              |                                             |
| 434 | Pfarrhof 1, 14, 15      | Pfarrhaus                                   |              |                                             |

### Kessin
| ID  | Lage               | Bezeichnung        | Beschreibung | Bild           |
| --- | ------------------ | ------------------ | ------------ | -------------- |
| 579 | Dorfstraße 13      | Wohnhaus           |              |                |
| 580 | Dorfstraße (Karte) | Kirche mit         |              | Weitere Bilder |
| 580 |                    | Friedhof und       |              |                |
| 580 |                    | Feldsteinmauer mit |              |                |
| 580 |                    | Hecke und          |              |                |
| 580 |                    | Grabstätte Frentz  |              |                |

## Quelle
- Karte der Baudenkmale im Geoportal des Landkreises